# Operational Camouflage Pattern
Operational Camouflage Pattern (OCP), initialement connu sous le nom de code Scorpion W2, est un motif de camouflage militaire adopté en 2015 par l'Armée de terre des États-Unis (US Army) pour être utilisé comme motif de camouflage principal de l'US Army sur l'uniforme de combat de l'Army (Army Combat Uniform - ACU). Ce motif remplace officiellement le motif de camouflage universel (Universal Camouflage Pattern - UCP) de l'US Army en tant que motif d'uniforme de combat officiel pour la plupart des soldats américains à la fin du mois de septembre 2019. Le motif remplace également le MultiCam, un motif étroitement lié, précédemment utilisé pour les troupes déployées en Afghanistan.
L'Armée de l'air américaine (United States Air Force - USAF) remplace également son ancien Airman Battle Uniform (ABU) par l'ACU dans le motif OCP après avoir reçu des commentaires positifs de la part des aviateurs qui portent l'uniforme lors de leur déploiement en Afghanistan avec les soldats de l'US Army. En 2019, l'ACU commence également à être utilisé par le personnel de la Force spatiale des États-Unis (US Space Force - USSF) qui a été transféré de l'Air Force à la Space Force.
Le motif original « Scorpion » est mis au point par une entreprise commune des laboratoires Natick de l'US Army et de Crye Precision dans le cadre du programme « Objective Force Warrior » (OFW). Crye le modifie ensuite pour créer MultiCam en vue de sa commercialisation. En juillet 2014, l'US Army annonce que l'OCP pourra être utilisé sur le terrain d'ici l'été 2015.
Début avril 2015, le chef d'état-major de l'US Army Ray Odierno révèle que les uniformes OCP ont commencé à être distribués aux soldats déployés en Afghanistan, en Irak, en Europe et dans la Corne de l'Afrique. L'ACU OCP est mise à la disposition des soldats à partir du 1er juillet 2015.

## Historique

### Processus de sélection

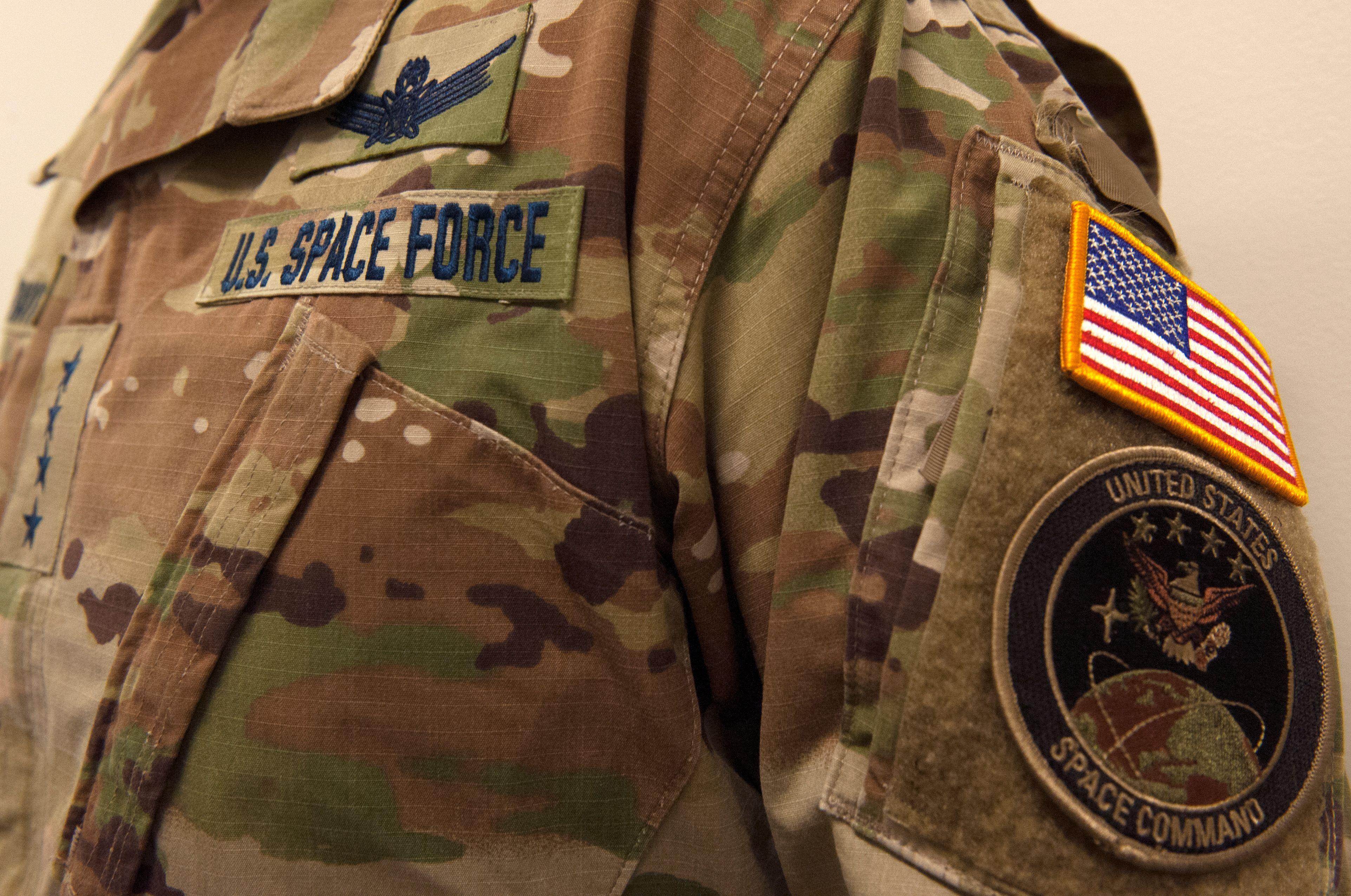
Uniforme OCP de l'US Space Force

Au début des années 2010, l'US Army conclut que l'UCP ne répond pas de manière adéquate à tous les besoins de dissimulation des multiples régions de l'Afghanistan.
En 2010, l'effort d'amélioration du camouflage de l'US Army prend en compte vingt-deux candidats. L'US Army procède par élimination jusqu'à désigner cinq finalistes qui dépassent les motifs de base, dont Scorpion W2 fait partie. Les finalistes de la phase IV des essais de camouflage de l'armée sont Crye Precision, ADS Inc., Hyperstealth Inc., Brookwood Companies Inc. et Kryptek Inc..
Le National Defense Authorization Act (NDA ou NDAA) de 2014 empêche tout service d'adopter un nouveau motif de camouflage qui n'est pas déjà en stock avant le NDA, à moins qu'il n'obtienne de tous les autres services qu'ils adoptent le même motif. L'US Army doit donc prendre en compte les motifs de camouflage existants au sein du département de la Défense des États-Unis.
Initialement, le premier choix de l'US Army est le motif MultiCam développé par Crye Precision, mais en raison de « frais d'impression », les discussions sur l'approvisionnement sont interrompues,. Crye Precision développe le motif Scorpion original dans le cadre d'un contrat avec le gouvernement en 2002. Le modèle est modifié par le Natick Soldier Research, Development and Engineering Center de l'US Army en 2009 et baptisé Scorpion W2,. L'US Army détient les droits de licence pour Scorpion W2, ce qui réduit le coût global et permet à l'US Army de restreindre le modèle aux seuls membres des forces armées.

### Déploiement

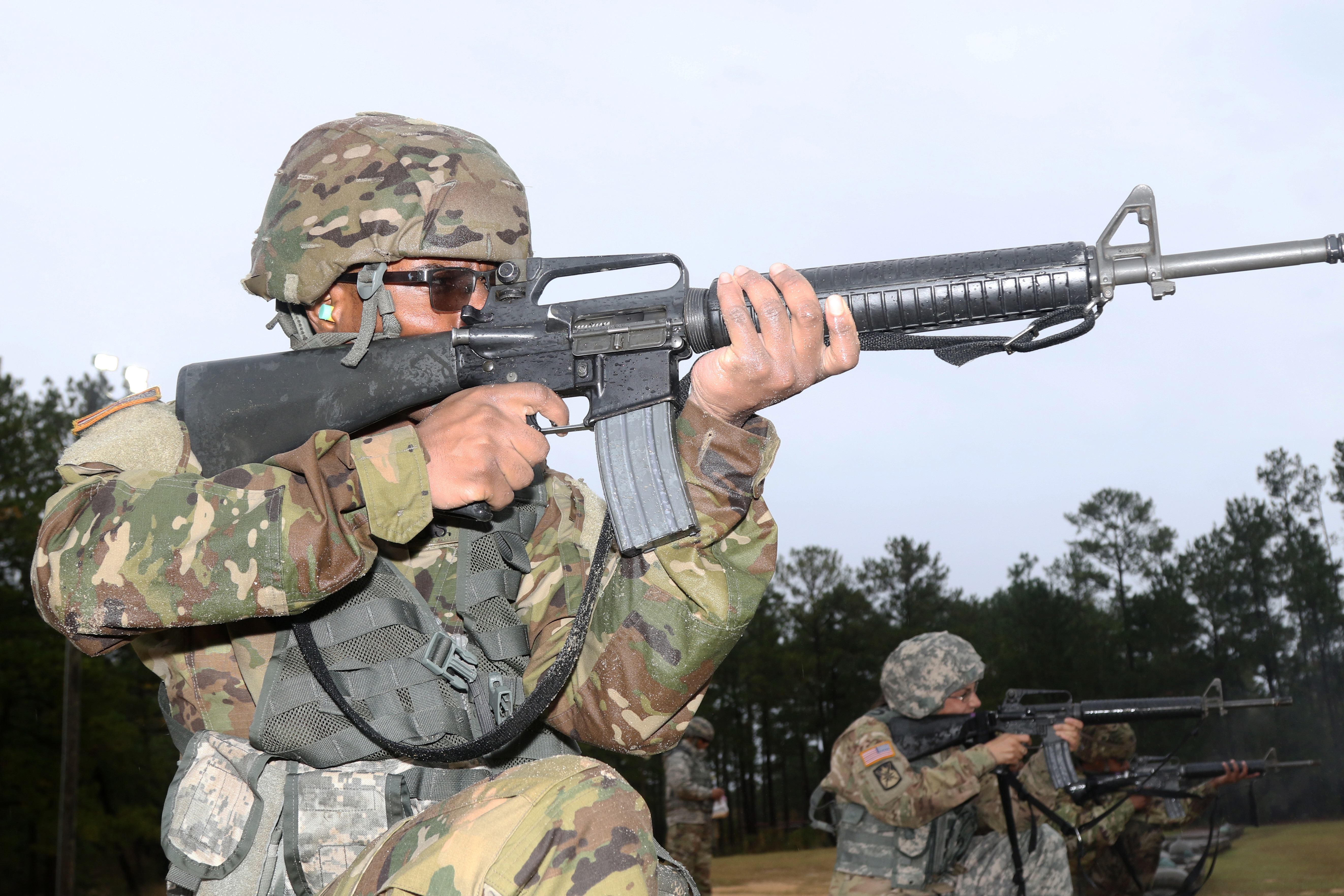
Soldats de l'US Army portant des uniformes OCP mélangés à des équipements UCP traditionnels et tirant avec des M16A2 dans un champ de tir.

L'ACU à motif OCP est mis à la disposition des soldats de l'US Army pour la première fois le 1er juillet 2015, sur 20 sites dans la zone contiguë des États-Unis et en Corée du Sud, avec des ventes de plus de 1,4 million de dollars dès le premier jour. D'autres installations commencent à vendre plus tard en 2015, bien que les soldats déployés pour des missions réelles commencent à recevoir des uniformes et des équipements imprimés en OCP avant cette date. La couleur du T-shirt et de la ceinture portés avec l'ACU OCP est Tan 499, par opposition à la couleur sable du désert de l'uniforme précédent, bien que les soldats soient autorisés à continuer à porter les T-shirts, ceintures et bottes de l'ancienne couleur jusqu'en octobre 2019. Les gilets pare-balles, les sacs et les pochettes des anciens modèles UCP et MultiCam sont portés jusqu'à ce qu'ils puissent être remplacés par l'OCP.
Le 14 mai 2018, l'US Air Force (Armée de l'air américaine) annonce que tous les aviateurs passeront de l'uniforme de combat de l'aviateur (Airman Battle Uniform - ABU) à l'uniforme OCP. Les aviateurs sont autorisés à porter l'uniforme OCP à partir du 1er octobre 2018. Les recrues en formation de base et les élèves officiers de l'Air Force Reserve Officer Training Corps et de l'École de formation des officiers reçoivent des OCP à partir du 1er octobre 2019. Tous les aviateurs doivent alors posséder des uniformes OCP avant le 1er avril 2021. Contrairement à l'US Army, l'US Air Force utilise du fil marron pour les rubans nominatifs et les insignes de grade et dispose d'un écusson de drapeau de couleur discrète en permanence, et non plus lors des déploiements.
L'US Space Force (Force spatiale américaine) adopte également l'uniforme OCP, mais avec du fil bleu marine pour les grades et les rubans.

## Utilisateurs
- Australie : Les vestes PSGC Air Warrior de fabrication américaine en OCP ont été portés par les équipages de l'aviation de la Force de défense australienne[11],[12].
- États-Unis : Camouflage standard de l'U.S. Army depuis 2015 de l'U.S. Air Force depuis 2018.
  -  US Army
  -  US Air Force
  -  US Space Force
  -  US Navy (renforts individuels)[1]
- Liban : Depuis 2017, les forces armées libanaises portent des uniformes OCP ACU fabriqués par l'armée américaine comme uniforme de camouflage standard.
- République de Corée : Porté par les unités KATUSA, en remplacement du motif Universal Camouflage Pattern.
- Ukraine : Utilisé par les forces armées ukrainiennes régulières et les réservistes fournis par les forces armées américaines à partir de 2022.